# Ischnoptera santacruzensis
Ischnoptera santacruzensis es una especie de cucaracha del género Ischnoptera, familia Ectobiidae. Fue descrita científicamente por Roth en 1992.
Habita en Ecuador.